# Carmen Sánchez Bueno
Carmen Sánchez Bueno (Madrid, 1899- íb. 1985) fue una muy conocida primera actriz y empresaria de teatro de España.

## Biografía
Se sabe que comenzó su carrera como cantante y bailarina de zarzuela junto a su hermana y de las manos de su tío José María Alvira en la compañía de La Farándula y la sociedad El teatro. Comenzó como actriz de comedia y drama. Tras pasar por las compañías Vidal Planas o Soler-Mary consigue hacerse primera actriz interpretando grandes obras dramáticas como Los intereses creados de Jacinto Benavente, Don Juan de Austria, Locura de amor y Cleopatra.
En cuanto a su incursión en el cine, debuta en 1927 con Jacobito castigador de López Rienda. Al año siguiente con el mismo director Los héroes de la legión, coprotagonizado por Ricardo Vargas. La guerra civil interrumpe su carrera y volverá al cine pero ya como actriz de reparto haciendo papeles de madre, tía o persona de carácter.
En los años veinte y treinta del siglo XX es una primera actriz dramática española, actuando en casi todos los teatros de la capital entre ellos el Lara e Infanta Isabel de Madrid y realiza diversas turnés por capitales españolas como Barcelona, Zamora o Valladolid. Su compañía dramática propia es principalmente activa en los años treinta y cuarenta y estrena algunas obras de Fodor, Carlos Arniches o Eduardo Marquina entre otros conocidos autores. En 1930 actuaba como primera actriz de la compañía Vidal Planas en el teatro Goya de Barcelona en las obras El loco de la masía y el éxito nacional, la farsa tragicómica Sta. Isabel de Ceres. En 1931, el El Heraldo de Madrid anunció que había sido contratada por la compañía Comedia. En 1932, la Compañía Carmen Sánchez-Fulgencio Nogueras estrena en el teatro Pavón de Madrid la obra Un soltero difícil, de Juan Aguilar Catena. En 1935, en el teatro Bretón de los Herreros de Logroño, presenta las obras Morena clara, de Antonio Quintero (que el año siguiente se estrenaría como película con Imperio Argentina) y Oro y marfil. En 1936, su compañía, con ella como protagonista, estrenó la comedia La reja andaluza, de Luis Martínez de Tovar en Murcia.
Tras la triste guerra civil y actuar en Barcelona y Madrid, pasa en 1940 a la compañía nacional del teatro español, actuando con Pepe Romeu. En mayo de 1941 actuaba de nuevo en el teatro Bretón de Logroño con Enrique Rambal y M. Cabré con obras como Jonathan o el monstruo invisible (1940),, Claustro y Mundo, Fabiola o los martires cristianos, El jorobado o Enrique de Lagardere, Napoleón, Marco Antonio y Cleopatra, Las mil y una noches o Genoveva de Bravante.

## Películas
En su filmografía durante las décadas en que permaneció en activo (1920-1970), se encuentran más de treinta interpretaciones en películas españolas, las primeras en la época del cine mudo son en los años veinte. En los años cuarenta del siglo XX acepta papeles secundarios cinematográficos trabajando para directores como Juan Antonio Bardem, Luis García Berlanga, Fernando Fernán Gómez, Florián Rey, Vittorio de Sica o Carlos Saura. Su retirada de las cámaras se presupone al final de la década de 1960.
- Jacobito el castigador (1927).
- Los héroes de la legión (1928).
- El emigrado (1946).
- Obsesión (1947).
- La fe (1947)[8]
- Reina santa (1947).
- Luis Candelas, el ladrón de Madrid (1947)
- Locura de amor (1948).
- La Revoltosa (1949).
- El Capitán Veneno (1950).
- La noche del sábado (1950).
- Sangre en Castilla (1950).
- Cuentos de la Alhambra (1950).
- El negro que tenía el alma blanca (1951).
- Día tras día (1951).
- Surcos (1951).
- La trinca del aire 1951.
- Esa pareja feliz (1951) - como Doña Lola[9]
- De Madrid al cielo 1952.
- Ha desaparecido un pasajero 1953.
- La patrulla 1954.
- Las aventuras del barbero de Sevilla (1954).
- Roberto el diablo (1956).
- El malvado Carabel (1956).
- El pequeño ruiseñor (1956) - como Romualda[10]
- La estrella del rey 1957.
- El inquilino 1957 - como La vendedora de periódicos[11]
- Pan, amor y... Andalucía (1958).
- Canto para ti (1958).
- Bajo el cielo andaluz (1959).
- Los golfos (1960).
- Nunca pasa nada 1963.
- Sor Citroën 1967.